# Escherichia coli
Az Escherichia coli (kólibaktérium vagy kólibacilus) egy rövid, Gram-negatív baktérium az Enterobacteriaceae családban, az Escherichia nemzetség legismertebb faja, és típusfaja. Általában peritrich csillós, de lehet csillótlan is. Tokja általában nincs, de lehet tokos. Aerob, fakultatív anaerob. Könnyen és jól tenyészthető. Rendszerint meleg vérű állatok tápcsatornájának alsó szakaszában él. A legtöbb szerotípus ártalmatlan, de vannak olyanok is, mint például az O157:H7, mely emberben ételmérgezést okozhat. A veszélytelen törzsek az emésztőrendszer normális flórájához tartoznak, K2-vitamint termelnek. Jelenlétük megnehezíti egyes patogének elszaporodását a bélrendszerben. 1885-ben fedezte fel Theodor Escherich német gyerekorvos és mikrobiológus. Az E. coli és hasonló baktériumok képesek DNS-részletek átadására bakteriális konjugáció útján. A T4 fág fertőzi.

## Biológiája és biokémiája

### Táplálkozása és növekedése
Az E. coli Gram-negatív, aerob, fakultatív anaerob nem spórázó baktérium. A sejtek pálcika alakúak, 2 μm (mikrométer) hosszúak és 0,5 μm átmérőjűek. Főként cukorral és bizonyos aminosavakkal táplálkozik. Sokféle táptalajon képes megélni, kevert savas fermentációval állít elő szukcinátot, tejsavat, etanolt, acetátot és szén-dioxidot. K-vitamint is termel. A kevert savas fermentáció hidrogén mellékterméket állít elő, melyhez alacsony környezeti hidrogénkoncentráció szükséges. Ezért is fordul elő gyakran hidrogenotrófokkal, például metanogénekkel vagy szulfát redukálókkal együtt. Optimális növekedési hőmérsékletük 37 °C, de bizonyos laboratóriumi törzsek 49 °C-ig szaporodnak. Megfelelő körülmények között képesek akár 20 percenként is osztódni. A növekedés lezajlik aerob és anaerob körülmények közt is.

### Mozgása
Bizonyos törzsek ostorral (peritrich flagellummal) rendelkeznek, mások flagellum nélküliek (atrich). Az ostoros baktériumok önállóan úsznak, így közelítik meg a tápanyagokban gazdag, és kerülik el a káros savas vagy a túlzott sókoncentrációjú helyeket. Ez a mozgás a kemotaxis. Tájékozódó mozgásokat is végeznek a koncentrációváltozások felmérésére. Kedvező változás esetén továbbúsznak az adott irányba; kedvezőtlen változás esetén egy másik iránnyal próbálkoznak. Így alakul ki jellegzetes cikkcakkos útvonaluk.
A különféle anyagokat a sejt két végén összesűrűsödő 15 ezer receptor észleli. Ha tápanyagot észlelnek, akkor jelet küldenek az ostor mozgásáért felelős fehérjéknek. Ha ezek a fehérjék az óramutató járásával ellentétes irányba fordítják el az ostort, akkor az propellerként hajtja a baktériumot. Ha az ellenkező irányban fordulnak el, akkor a sejt megpördül, így megváltozik a térbeli helyzete.

## Szerepe a normál flórában
Az E. coli általában születés utáni első negyven órában megtelepszik az újszülött tápcsatornájában. A fertőzés történhet étel, víz, vagy az újszülöttel kapcsolatba kerülő emberek útján. A tápcsatornában a vastagbél felületéhez tapad. Az emberi test egyik legfontosabb kommenzalista organizmusa. Gyors osztódásával kiszorítja a kórokozó baktériumokat.

## Szerepe betegségekben
Virulens törzsek okozhatnak gasztroenteritiszt, húgyúti fertőzéseket és meningitiszt. Ritkábban okozhatnak hemolítikus urémiás szindrómát, peritonitiszt, masztitiszt, szeptikémiát és Gram-negatív pneumóniát. Több altípust ismernek, amik különféle betegségeket képesek okozni:
- EHEC enterohemorrhágiás E. coli
- EPEC enteropatogén E. coli
- ETEC enterotoxikus E. coli
- EIEC enteroinvazív E. coli
- EAEC enteroaggregatív E. coli
- DAEC diffuz adherens E. coli.

A szakasz bevezetésében megnevezett kórokozó kólibaktériumokat így is emlegetik:
- UPEC uropatogén E. coli
- SAEC szepszis asszociált E. coli
- NMEC neonatális meningitis okozó E. coli

A Cornell Egyetem (Ithaka, Amerikai Egyesült Államok) vizsgálatai szerint egy új törzs kapcsolatba hozható a krónikus bélgyulladással járó Crohn-betegséggel.

### Patogenezis
Egyes törzsei toxinokat termelnek. A sigatoxin enterotoxikusan és sejtméregként hat, és hasonló a sigellák által termelt méreganyaghoz. A sigatoxint termelő E. coli rövidítése STEC. Hasmenést, hányást és bélgörcsöket okozhatnak. Hasonlóan, a verotoxint termelő E. coli rövidítése VTEC.
Az enterohemorrhágiás E. coli a STEC-ek körébe tartozik, ami még más betegséget okozó képességekkel is rendelkezik. Az EHEC által okozott betegségeket EHEC-colitis néven foglalják össze. Az EHEC az ételmérgezések leggyakoribb okai közé tartozik. A fertőzés a kérődzőktől indul ki, például marhától, kecskétől és birkától. Más fajoknál a fertőzés ritkább. A fertőzést legtöbbször a marhahús és a nyers tej viszi át az emberre, de a fertőzés bekövetkezhet az állattal való foglalkozás és a fürdővíz lenyelése által is. A kórokozó erősen fertőző: már 10-100 EHEC baktérium elég a fertőzéshez, és elég ahhoz, hogy érintéssel emberről emberre terjedjen. A kialakuló kórkép lehet trombotikus-trombocitopéniás purpura (TTP) vagy hemolitikus-urémiás szindróma (HUS). A kettő közül a HUS károsítja a vesét, ami a beteg halálát okozhatja. Ez minden korosztályt érint, de különösen a 6 éven aluli gyerekek érzékenyek rá. A veseelégtelenség az esetek 10-30%-ában halálhoz vezet a megbetegedés utáni első évben.
Az ETEC az utazási hasmenés gyakori kórokozója. A tünetekért egy hőérzékeny enterotoxin a felelős (az LT I és LT II). Ennek két aktív centruma van, az egyik a célsejt G-gangliozidjához kapcsolódik (B domén), a másik az aktív komponens, ami a koleratoxinhoz hasonlóan aktiválja az adenilátciklázt és a guanilátciklázt. A baktérium a genetikai információt transzdukcióval szerzi egy lizinogén fágtól. Az ETEC baktériumok tartalmaznak még egy hőálló fehérjét (ST), aminek pontos szerepe máig ismeretlen.
A csecsemőknél az EPEC hasmenést vált ki.
Az EIEC baktériumok behatolnak a nyálkahártya sejtjeibe, és tönkreteszik őket, a vérhashoz hasonló hasmenést váltva ki.

### Kezelés
A kezelést az antibiogramm alapján végzik, de a fertőzés súlyossága és az anatómiai jellegzetességek is szerepet játszanak. Utazási hasmenés esetén a víz és a sók pótlása az elsődleges, ritkán adnak antibiotikumot. Ennek az az oka, hogy a hasmenés eltávolítja a kórokozókat, így felesleges ezt mesterségesen támogatni. A gyógyszergyárakban kapható elektrolitport tiszta, például átforralt vízben fel kell oldani, és meginni. Angol neve Oral Rehydratation Solution (ORS). Nátriumsót, glükózt, kalciumsókat, részben bikarbonátot és citrátot tartalmaz.
A kórokozó kólibaktériumok ellen már oltóanyag is létezik. Ez az ETEC-LT béta alegységét utánozza. A hasonlóság miatt az oltás a koleratoxin ellen is véd (keresztimmunitás).

## Az állatorvoslásban
A kólibaktérium az állatoknál is képes betegséget okozni. Specifikus kórképei:
- a szopós és az elválasztott malacok hasmenése
- a kecskegidák és bárányok szeptikémiája
- a szárnyasok szeptikémiája
- a tehenek masztitisze, tőgygyulladása

Leggyakrabban éppen a kólibaktérium tehető felelőssé a kutyák és a macskák garatában és környékén lezajló kóros folyamatokért.

## Felismerése
Élettani tulajdonságai alapján ismerik fel, mivel sok más faj hasonlít hozzá. Ha sok baktériumot várnak, akkor a mintát MacConkey-agarra oltják; ha keveset, akkor összetett táptalajon tenyésztik a baktériumokat. A MacConkey-agar sötétvörös baktériumkolóniáinak élettani tulajdonságait IMViC-teszttel vizsgálják tovább. Az altípusokra szerológiai vizsgálatokat végeznek. A gyorstesztek ELISA- vagy PCR-eljáráson alapszanak.

## Felhasználása

### Az iparban
Az E. coli népszerű a biotechnológiai és a géntechnológiai eljárásokban gyors növekedése és szaporodása miatt, valamint azért, mert a természetes bélflóra részeként nem allergén. Itt új genetikai információkat visznek beléjük a különféle plazmidok bejuttatásával, továbbá hasznosítják az eleve meglevő információit, például innen nyerik a széles körben alkalmazott EcoRI enzimet, és így termeltetnek a génmódosított E. coli baktériumokkal inzulint, aminosavakat, interferonokat, növekedési hormont, enzimeket, gyógyszereket. A 2003 és 2006 között a 31 gyógyszerként felhasznált fehérje közül kilencet kólibaktériumban termeltettek.

### A kutatásban
Az első E. coli gént Jonathan Beckwith izolálta 1969. november 23-án. Elsőként ennek a prokariótának szekvenciálták meg a teljes genomját (5000 gén, 4,65 ·106 bázispár).
A faj a molekuláris biológia kedvence. Ismerik az egész génállományát, és törzsei közül többet is izoláltak. 1988-tól Richard Lenski hosszú távú kísérletben vizsgálta evolúcióját.
A GeneSat-1 misszió keretében 2006. december 16-án egy műhold fedélzetén Föld körüli pályára állítottak néhány kólibaktériumot, hogy vizsgálják a súlytalanság és a sugárzások által kiváltott genetikai változásokat.
Frederick Blattner és társai (University of Wisconsin) egy csökkentett génállományú törzset hoztak létre. A törzs tagjainak génállománya a természetesnél 15 százalékkal kisebb, és képtelenek természetes környezetben élni. A génállományt két törzs génállományának összehasonlításával alakították ki úgy, hogy csak azt tartották meg, ami mindkettőben jelen volt. A tenyésztés célja az volt, hogy a biotechnológiai célokra használt baktériumok könnyebben kézben tarthatók legyenek.
James Liao és társai újabb kutatásai szerint (Kaliforniai Egyetem, Los Angeles (UCLA)) a génmódosított baktériumokkal glükózból bioüzemanyagok termelhetők, mint hosszú elágazó molekulájú alkoholok, például izobutanol, 1-butanol, 2-feniletanol vagy elágazó pentanolok.
Az Escherichia coli XL1-Red törzs mutációs rátája ötezerszerese a vad típusnak. Ennek oka a DNS javítómechanizmusainak károsodása; ez három mutációra vezethető vissza. A törzset a nem célzott mutációk kutatására használják. A mutációk létrehozása a biomedicina klasszikus módszere, amivel a megfelelő gén működését kutatják.

## Fordítás
- Ez a szócikk részben vagy egészben  az   Escherichia coli című angol Wikipédia-szócikk fordításán alapul.  Az eredeti cikk szerkesztőit annak laptörténete sorolja fel. Ez a jelzés csupán a megfogalmazás eredetét és a szerzői jogokat jelzi, nem szolgál a cikkben szereplő információk forrásmegjelöléseként.